# Xenopsylla scopulifer
Xenopsylla scopulifer är en loppart som först beskrevs av Rothschild 1905.  Xenopsylla scopulifer ingår i släktet Xenopsylla och familjen husloppor. Inga underarter finns listade i Catalogue of Life.